# Фьоре, Роберто
Робе́рто Фьо́ре (итал. Roberto Fiore; род. 15 апреля 1959, Рим) — итальянский крайне правый политик. Представитель консервативного направления в неофашизме. Обвинялся в причастности к террористической деятельности периода Свинцовых семидесятых. Националист, католический традиционалист. Идеолог «Третьего пути», основатель и лидер партии Forza Nuova («Новая сила»). Известен выступлениями в поддержку Владимира Путина и его политического режима.

## Праворадикальная активность в Италии, деятельность в Великобритании
В 1977 году Роберто Фьоре возглавил ультраправую студенческую группу, переросшую в организацию Третья позиция, придерживающуюся неофашистской идеологии с ультраконсервативным уклоном. Контактировал с Революционными вооружёнными ячейками Валерио Фиораванти. В 1980 году полицейский обыск обнаружил в римской штаб-квартире Terza Posizione большое количество оружия и взрывчатых веществ. Под угрозой ареста Фиоре эмигрировал в Великобританию.
В Лондоне Фьоре установил тесные связи с местными ультранационалистами. Тесно сотрудничал с Британским национальным фронтом (BNF) и в особенности персонально с Ником Гриффином. После ухода Гриффина из BNF Фиоре помогал ему в создании ультраправой организации ITP (International Third Position — «Международная Третья позиция»). Занимался идеологической и политической публицистикой в духе ультраправого традиционализма. Пропагандировал воззрения Юлиуса Эволы.
В 1985 году итальянский суд заочно признал Фьоре виновным в создании террористической организации. Фьоре был арестован в Лондоне и несколько месяцев провёл в заключении. Выдвигались требования депортации Фьоре с Британских островов, отклонённые властями за недостаточной обоснованностью.
Британские левые источники утверждали, будто Фьоре являлся секретным сотрудником SIS. Аналогичное указание содержится в отчёте 1991 года, представленном комитетом Европарламента по расследованию расизма и ксенофобии 1991 года. Однако документально подтверждённые доказательства на этот счёт отсутствуют.
В 1986 году Роберто Фьоре и Массимо Морселло при помощи Гриффина учредили общество Meeting Point, позднее переименованное в Easy London — структуру, помогавшую иностранным и иногородним студентам и рабочим обосновываться в Лондоне. В августе 2007 года Фьоре возглавил центр изучения английского языка для иностранных студентов. Занимался также риэлтерским бизнесом в агентстве недвижимости Euro Agency UK Ltd (бухгалтерами фирмы были родители Ника Гриффина). Его состояние оценивается в 30 миллионов евро.

## Возвращение в Италию, ультраконсервативный курс
В 1997 году по инициативе Фьоре (ещё находившегося в Великобритании) в Италии была основана национал-традиционалистская партия Forza Nuova — «Новая сила». В 1999 году Фиоре возвратился на родину и с тех пор бессменно возглавляет партию.
В 2004 Роберто Фьоре с «Новой силой» присоединился к коалиции Социальная альтернатива, в которую входили также «Социальное действие» Алессандры Муссолини и Социальный национальный фронт Адриано Тильгера. Коалиция просуществовала до парламентских выборов 2006 года. 8 марта 2007 Фьоре подписал Patto d’Azione (Пакт действий) с «Социальным действием» Муссолини, организацией Volontari Nazionali («Национальные добровольцы», структура, происходящая из силовых подразделений Итальянского социального движения) и партией Пино Раути Движение социальной идеи. Через некоторое время к пакту присоединился Социальный национальный фронт Тильгера. Предполагалось совместное выступление на парламентских выборах 2008. Была вновь символически зафиксирована попытка консолидации ультраправых. Однако проект Patto d’Azione не получил развития из-за скорого ухода Алессандры Муссолини в партию Берлускони.
На выборах 2008 года партия Фьоре блокировалась с Fiamma Tricolore. Впоследствии партия дистанцировалась от коалиций, негативно относится к другим правым силам, считая их «американской агентурой». Электоральных успехов не достигала, в парламенте и местных органах власти не представлена. В 2008—2009 Роберто Фьоре являлся депутатом Европарламента (автоматически заменив по списку сдавшую мандат Алессандру Муссолини).
В 2008 году Роберто Фьоре выступал спикером «нордического» фестиваля Nordiska Festivalen в Швеции. 23 октября 2008 года участвовал в будапештском праздновании годовщины Венгерского антикоммунистического восстания 1956. В 2009 году выступал с речью на ежегодном фестивале Британской национальной партии Red White & Blue.
Фиоре осудил восстания Арабской весны 2011 года, поддерживал режимы Муаммара Каддафи в Ливии и Башара Асада в Сирии. В марте 2011 он возглавил демонстрацию против нелегальной иммиграции ливийских беженцев на острове Лампедуза.

Если правительство продолжает пренебрегать своей обязанностью защищать граждан, а также территориальную целостность Италии и Европы, мы примем этот вызов.
Роберто Фьоре

В феврале 2020 года Фьоре проиграл судебный процесс по делу о клевете против издания L'Espresso. 10 октября 2021 года был арестован после нападения на офисы профсоюза Всеобщая итальянская конфедерация труда (CGIL) в Риме. 
Роберто Фьоре придерживается резко антиамериканской позиции. Выдвигает лозунги «Третьего пути», альтернативного капитализму и коммунизму. Отстаивает традиционные католические ценности. При этом позиционирует себя как фашиста, считает своими учителями Джорджо Альмиранте и Пино Раути. Порицает попытки «соединять фашизм с демократией» (что было характерно для политики Альмиранте).

## Связи в России, поддержка Владимира Путина
Роберто Фьоре и «Новая сила» относятся к той части европейского ультраправого движения, которая симпатизирует Владимиру Путину и его политическому режиму.

Марин Ле Пен говорит об общих ценностях с российским президентом, итальянец Роберто Фьоре восхищается его традиционалистскими принципами, венгр Габор Вона стремится брать пример с крымской операции по территориальному приращению. И всех их привлекает выраженный антиамериканизм нынешней Москвы.

В апреле 2013 года Фьоре посетил Москву, где встретился с представителями российских консервативно-националистических сил. Участвовали представители этнополитического объединения «Русские», Российского общенародного союза, других организаций сходного направления.
Несмотря на связи «Новой силы» с украинской националистической партией «Свобода» и первоначальное одобрение украинского революционного движения 2013—2014, партия Фьоре решительно поддержала аннексию Крыма Российской Федерацией и одобрила политический курс Москвы в украинском конфликте.

Итальянский народ понял и разделил выбор крымского народа. Парламент Италии, к сожалению, смотрит на данную ситуацию глазами Америки и не поддерживает весьма обоснованную и актуальную политику России… Мне очень трудно дать совет моим европейским коллегам. До тех пор пока они будут придерживаться американских взглядов, они не смогут установить взаимоотношения с Россией, несмотря на то, что Россия в этой ситуации заслуживает всеобщего понимания и уважения.
Роберто Фьоре

«Новая сила» — наряду с французским Национальным фронтом, венгерским Йоббиком, Британской национальной партией, бельгийским Фламандским интересом, польской «Фалангой» — принимала участие в конференции в Ялте 29-30 августа 2014 года в поддержку политики РФ.
22 марта 2015 года Роберто Фьоре был одним из основных западноевропейских участников «Международного русского консервативного форума», состоявшегося в Санкт-Петербурге. В своей речи он делал акцент на традиционных ценностях христианской морали, при этом характеризуя Москву как «Третий Рим». Присутствие Фьоре, который «себя прямо позиционирует как фашиста», вызвало особое возмущение антифашистских организаций, левых и либеральных критиков форума.

## Семья
Жена — Эсмеральда Бургос. Роберто Фьоре отец 11 детей.

## Личные особенности
Роберто Фьоре в совершенстве владеет английским языком.
Роберто Фьоре — убеждённый сторонник традиционно-патриархальных ценностей.